# Yvain ou le Chevalier au lion
Ne doit pas être confondu avec Ségurant, le chevalier au dragon.
Yvain ou le Chevalier au lion, ou Yvain, le Chevalier au lion, est un roman de chevalerie de Chrétien de Troyes. « Le Chevalier au lion » est l'autre nom de messire Yvain dans les romans courtois ayant trait aux chevaliers de la Table ronde. Le roman relate comment Yvain, chevalier rejeté par son épouse pour avoir rompu une promesse, devient chevalier errant, accomplit des actes héroïques, puis regagne la faveur de sa dame.
Écrite vers 1176 en octosyllabes, l'œuvre de Chrétien de Troyes puise son inspiration dans la matière de Bretagne, et probablement à la même source que le conte gallois Owein (ou Le Conte de la Dame à la fontaine), qui ne lui serait pas antérieur, mais aurait été davantage composé d'après une source commune dont il ne reste aucune trace. Cette œuvre nous est connue grâce à neuf manuscrits différents. Le roman a en outre inspiré l'auteur Hartmann von Aue qui l'a adapté en allemand sous le titre d'Iwein (en). 
Des influences de la matière folklorique celtique ancienne y ont été identifiées.
L'ouvrage contient la première attestation du terme « mélancolie » en français.

## Résumé

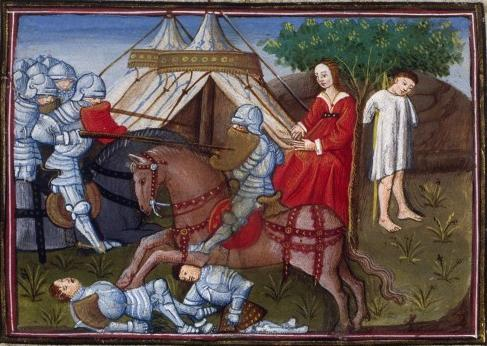
Yvain secourant la damoiselle. Enluminure tirée d'une version de Lancelot du Lac du XVe siècle.

L'histoire commence à la cour du roi Arthur où le chevalier Calogrenant raconte à tout le monde l'aventure qui lui est arrivée.
Un jour qu'il recherche l'aventure, Calogrenant s'arrête dans un château. Le seigneur des lieux lui explique, après de nombreuses hésitations, comment trouver ce qu'il cherche et lui indique une route à suivre. Il doit croiser un vilain (c'est-à-dire un paysan libre), un rustre hideux qui lui indiquera le chemin d'une fontaine merveilleuse abritée par un pin. S'il ose verser l'eau de la fontaine sur le perron, il s'exposera alors aux plus grands dangers, et en particulier une tempête d'une violence inouïe, mais aussi à des événements surnaturels.
Le lendemain, Calogrenant prend la route que le seigneur lui a indiquée, rencontre le paysan, trouve la fontaine, et en verse l'eau sur le perron. La tempête se déclenche, détruit les récoltes du pays, et cause la mort de tous les hommes, femmes et enfants surpris dehors. Une fois les éléments apaisés, la merveille se produit : un grand nombre d'oiseaux, avec des chants merveilleux, viennent se poser sur l'arbre. Soudain, surgit un chevalier noir qui combat Calogrenant, le jette à terre, et l'humilie en lui volant son cheval, l'obligeant ainsi à s'en retourner à pied.
La reine Guenièvre, intriguée par l'histoire, écoute Calogrenant. À ses côtés, Yvain déclare vouloir venger son cousin et, devançant le Roi lui-même qui fait part d'un projet identique, se rend en cachette dans la forêt de Brocéliande. Il parvient à la fontaine et engage un sauvage mais digne combat avec le chevalier Esclados Le Roux. Celui-ci est touché à mort et s'enfuit, trouvant refuge dans son château. Yvain l'y poursuit mais s'y trouve bloqué, et son cheval tué. Grâce à une servante, Lunete, qui l'avait rencontré auparavant et s'était souvenue de sa gentillesse, et qui lui donne un anneau d'invisibilité, Yvain réussit à échapper aux serviteurs qui le recherchent pour l'achever.

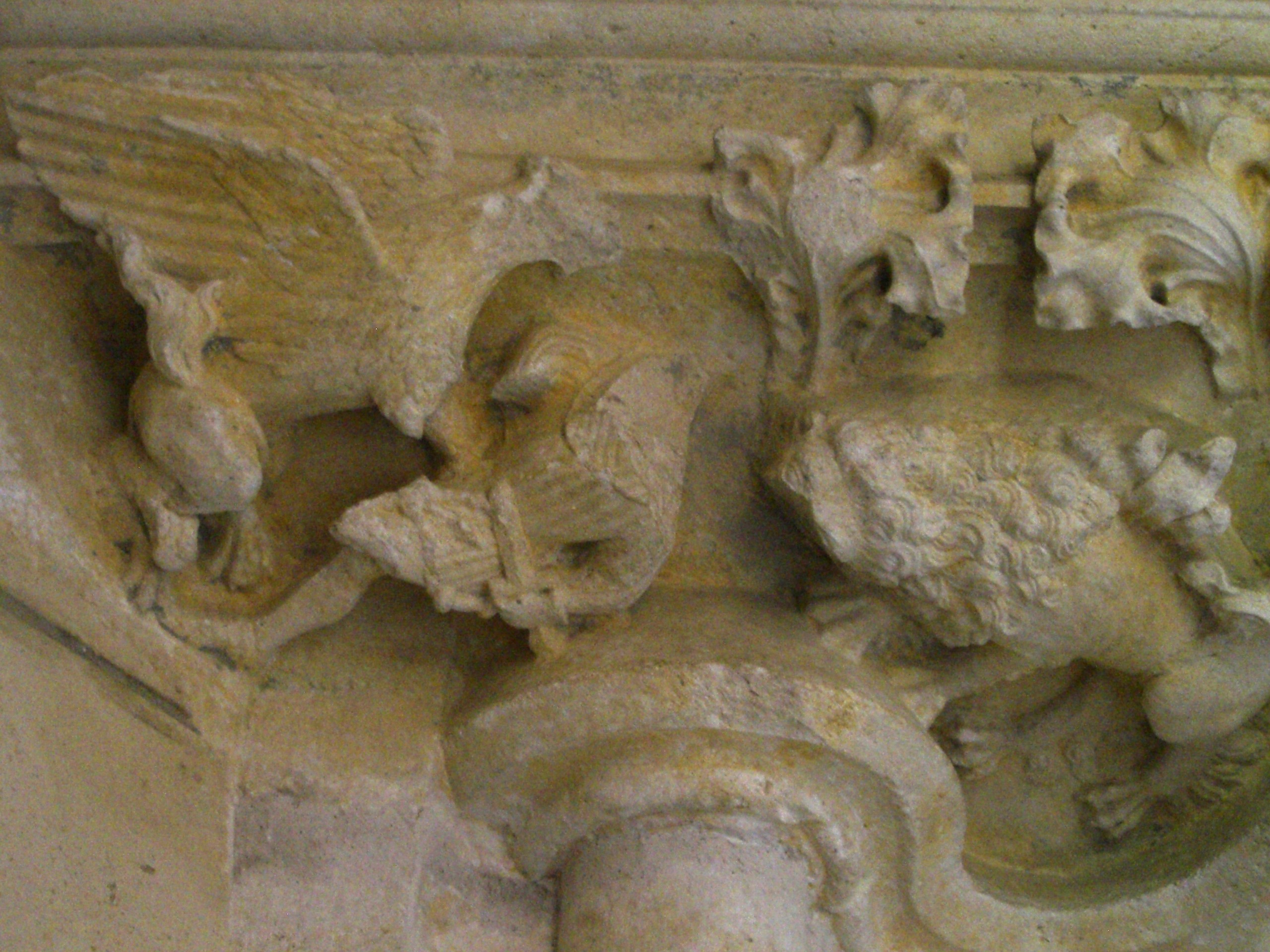
Représentation de Yvain sauvant le lion et combattant le serpent / griffon. Décor sculpté de l'un des chapiteaux de la grande cheminée du château de Germolles.

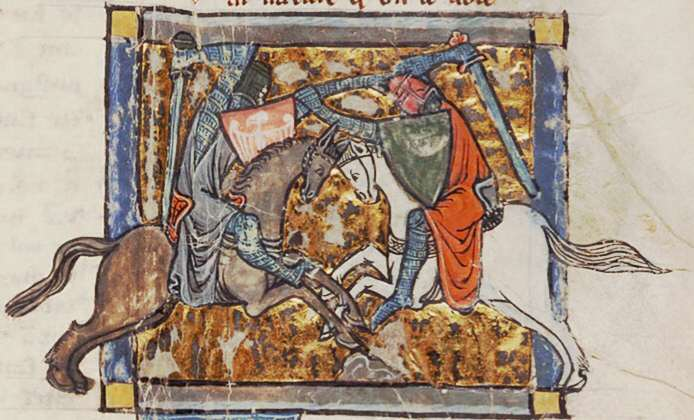
Yvain combattant Gauvain.

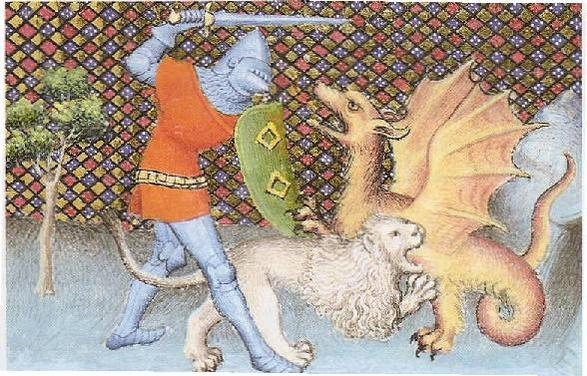
Yvain combattant un dragon.

Dans le château, Yvain tombe amoureux de Laudine, Dame de Landuc, dont il vient d'assassiner l'époux, le chevalier Esclados Le Roux.
Lunete obtient de la châtelaine qu'elle accorde un entretien à Yvain. Ce dernier la convainc qu'elle a besoin d'un chevalier comme lui pour protéger le château et la fontaine. Ils se marient. Le roi Arthur arrive avec sa cour et, après avoir reconnu Yvain, ils festoient. Mais les amis d'Yvain lui conseillent de partir faire des tournois : il ne doit pas cesser d'accomplir des prouesses pour garantir son honneur. Laudine accepte, à une seule condition : Yvain doit être rentré avant un an. Elle lui donne aussi un anneau d'invincibilité.
Mais, un an plus tard, Yvain n'est toujours pas rentré : il a oublié sa promesse. Laudine envoie alors une messagère pour reprendre l'anneau et annoncer qu'elle ne veut plus le revoir. Le chevalier, fou de douleur, part dans la forêt et erre pendant des mois, après avoir déchiré ses vêtements et perdu la raison.
Une demoiselle, l'ayant vu, lui donne un onguent magique confectionné par la fée Morgane pour que la folie disparaisse et qu'il se rétablisse. En se réveillant, Yvain s'habille grâce aux vêtements qu'il trouve près de lui et reprend sa route.
Sur le chemin, il assiste à un combat entre un lion et un serpent crachant des flammes. Il choisit d'aider et de sauver le lion car il se dit que le serpent est un être malfaisant. Le lion se prosterne devant lui et le suit partout : Yvain se fait désormais appeler « le chevalier au lion ».
De retour au château, il trouve la servante Lunete enfermée dans une chapelle et accusée à tort de trahison envers sa dame. Yvain promet de la défendre.
Il trouve refuge dans un autre château menacé par le géant Harpin de la Montagne. Avec l'aide de son lion, Yvain tue le géant arrogant. Il retourne au château de Laudine, où personne ne le reconnaît, et sauve Lunete.
Avant qu'il puisse voir Laudine, une autre demoiselle vient lui demander son aide, car sa sœur veut la déshériter : elle a donc besoin d'un chevalier pour la défendre. Yvain passe la nuit dans un château maudit, où tous les chevaliers périssent quand ils doivent affronter deux démons. Pourtant, grâce à son lion, Yvain sort vainqueur du combat contre les deux démons. Il lui faut maintenant honorer la promesse d'aider la jeune fille déshéritée.
Yvain rejoint le royaume d'Arthur et un combat acharné commence entre les deux chevaliers qui défendent les deux sœurs. Yvain a le plus grand mal à lutter contre l'autre chevalier, qu'il finit par reconnaître comme étant Gauvain. Le roi Arthur, reconnaissant leur égale vaillance, met fin au combat et met les deux sœurs d'accord.
Grâce à la force de persuasion et la ruse de Lunete, Yvain réussit encore à obtenir un entretien avec Laudine. Il lui demande d'être le gardien de la fontaine magique. Celle-ci le pardonne et l'assure de son amour.

## Les manuscrits

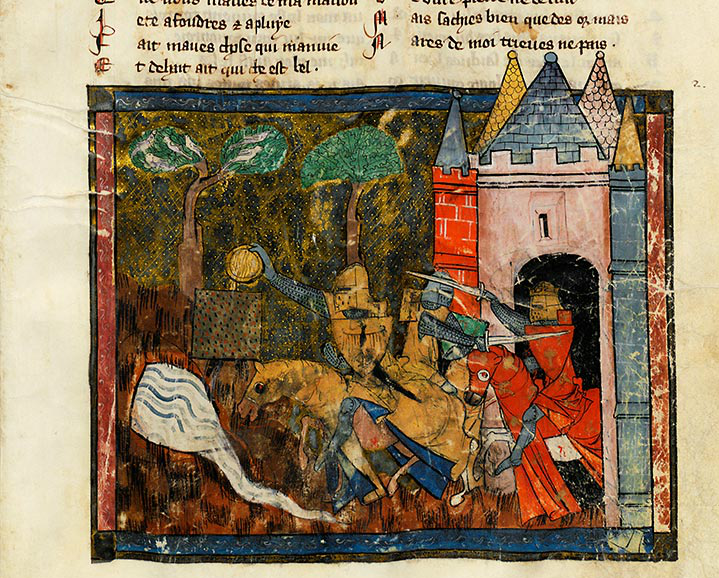
Enluminure d'un manuscrit de Yvain ou le chevalier au lion BN MS fr.1433, folio 65. Calogrenant et Esclados le Roux

- Manuscrit français 794 BNF, p. 79 à 105[7]
- Manuscrit français 1433 BNF, le texte est présent du feuillet 61 recto au feuillet 117 verso, à la suite du roman anonyme L'Âtre périlleux[8]
- Manuscrit français 1450 BNF, le manuscrit contient plusieurs autres textes, Yvain y est inclus du feuillet 207 verso 2e colonne, au feuillet 221, sous le titre Li remans du chevalier au lion, texte incomplet à la fin[9]
- Manuscrit français 12560 BNF
- Manuscrit français 12603 BNF

## Éditions et traductions
- Le Chevalier au lion, version en prose moderne par André Mary, Paris, Gallimard, 1944 (BNF 41633277)
- Le Chevalier au lion, traduit par Mario Roques, Paris, Honoré Champion, coll. « Les classiques français du Moyen âge » no 89, 1960 (BNF 32950566)
- Le Chevalier au lion, traduit par Claude Buridant et Jean Trotin, Paris, Honoré Champion, 1971 (BNF 35212624)
- Yvain, le Chevalier au lion, traduit par Claude-Alain Chevallier, Paris, LGF, coll. « Le Livre de poche » no 6533, 1988  (ISBN 2-253-04764-3)
- Yvain ou Le chevalier au lion, traduit par Michel Rousse, Paris, Flammarion, coll. « Garnier-Flammarion » no 569, 1990  (ISBN 2-08-070569-5)
- Yvain ou Le chevalier au lion, traduit par Philippe Walter, dans Œuvres complètes de Chrétien de Troyes, Paris, Gallimard, coll. « Bibliothèque de la Pléiade » no 408, 1994  (ISBN 2-07-011276-4)
- Le Chevalier au lion, édition bilingue établie, traduite et annotée par David F. Hult, dans Romans de Chrétien de Troyes, Paris, LGF, coll. « Le Livre de poche. La Pochothèque. Classiques modernes », 1994  (ISBN 2-253-13222-5)
- Yvain, ou, Le chevalier au lion, traduit, présenté et annoté par Claude Gonthier, Laval, Beauchemin, coll. « Parcours d'une œuvre », 2003  (ISBN 978-2-7616-5131-8) [réédition 2008]
- Yvain, le Chevalier au lion, traduit par Véronique Bartoli-Anglard et adapté par Cécile de Cazanove, Paris, Nathan, coll. « Carrés classiques collège », 2012  (ISBN 978-2-09-188441-7)
- Le Chevalier au lion, édition bilingue établie, traduite, présentée et annotée par Corinne Pierreville, Paris, Honoré Champion, coll. « Champion classiques. Moyen âge » no 42, 2016  (ISBN 978-2-7453-3115-1)
- YVAIN ou Le Chevalier au Lion, traduction en vers français modernes du texte du manuscrit BN Fr. 794 par Guy de Pernon, 2019

## Analyse et réception critique
Ce texte peut être considéré, avec le Chevalier de la Charrette, autre roman de Chrétien de Troyes, comme un des premiers exemples illustrant le genre du roman dans la littérature française.